# Vella haitiensis
Vella haitiensis is een insect uit de familie van de mierenleeuwen (Myrmeleontidae), die tot de orde netvleugeligen (Neuroptera) behoort. 
Vella haitiensis is voor het eerst wetenschappelijk beschreven door Smith in 1931.